# Цинна (пьеса)
«Цинна, или Милосердие Августа» (фр. Cinna (ou la Clémence d’Auguste)) — трагедия в стихах французского драматурга Пьера Корнеля, впервые поставленная на сцене в 1642 году и опубликованная в 1643 году. Считается одной из нескольких лучших трагедий этого автора, частью его «канона».
Действие пьесы происходит в Риме в конце I века до н. э., причём сюжетный материал позаимствован из трактата Сенеки «О милосердии». Гней Корнелий Цинна возглавляет республиканский заговор против Октавиана Августа. Последний узнаёт об этом, но прощает заговорщиков, действуя из соображений как гуманности, так и политической целесообразности. Таким образом происходит согласование личного и государственного начал, трагически конфликтующих в предыдущей пьесе Корнеля — «Гораций».
Исследователи видят в «Цинне» влияние народных восстаний, происходивших во Франции в эпоху Корнеля. Драматург пытался показать, что милосердие может быть частью разумной государственной политики, причём за отдельными персонажами трагедии могут скрываться конкретные французские вельможи, боровшиеся против кардинала Ришелье.
«Цинна» был особенно популярен в XVIII веке. Вольтер считал эту пьесу лучшим произведением Корнеля. Пьетро Метастазио почерпнул из «Цинны» сюжетный материал для пьесы «Милосердие Тита», которая стала литературной основой для ряда опер.